# Стихийное бедствие

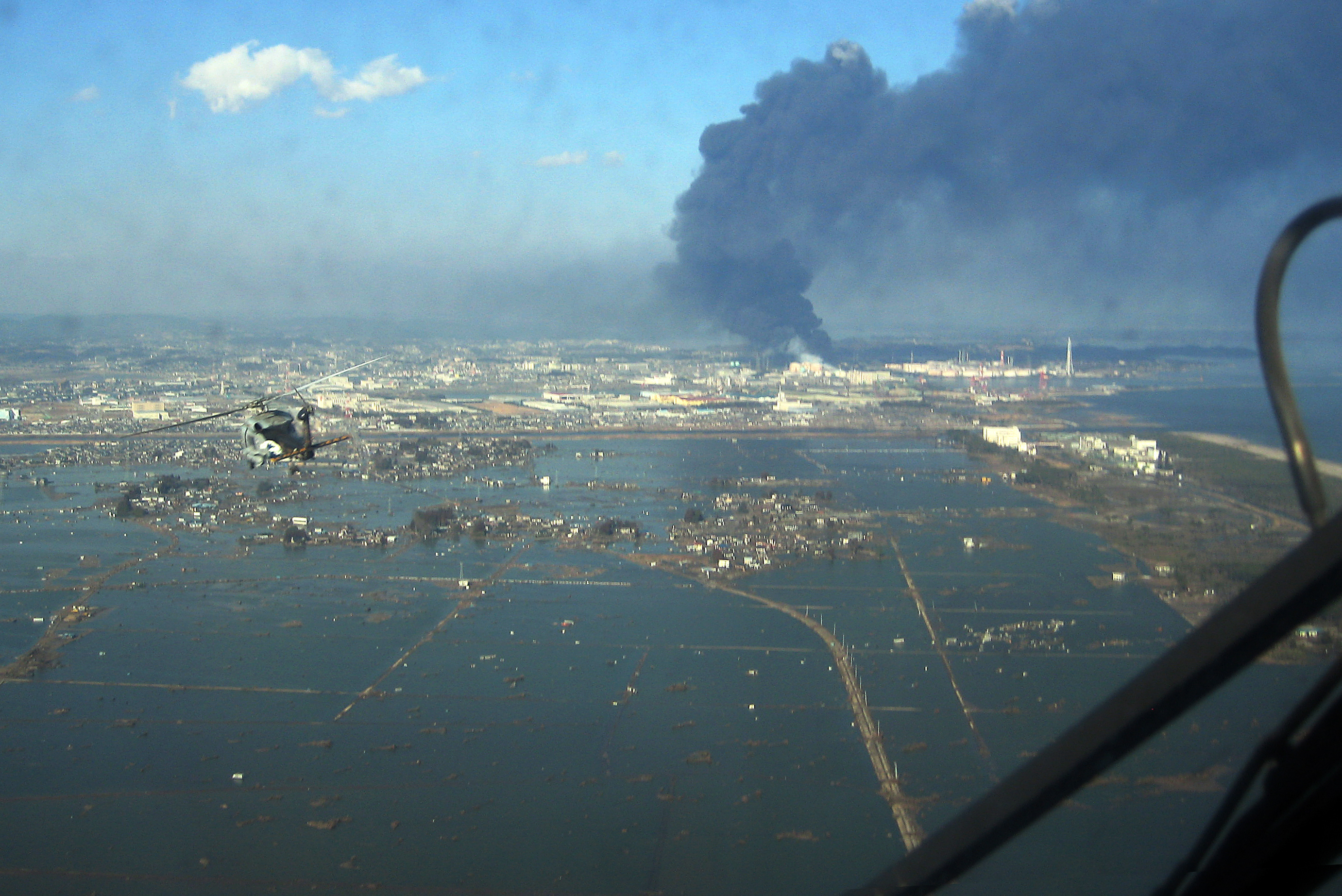
Разрушения после цунами в Японии в 2011 году

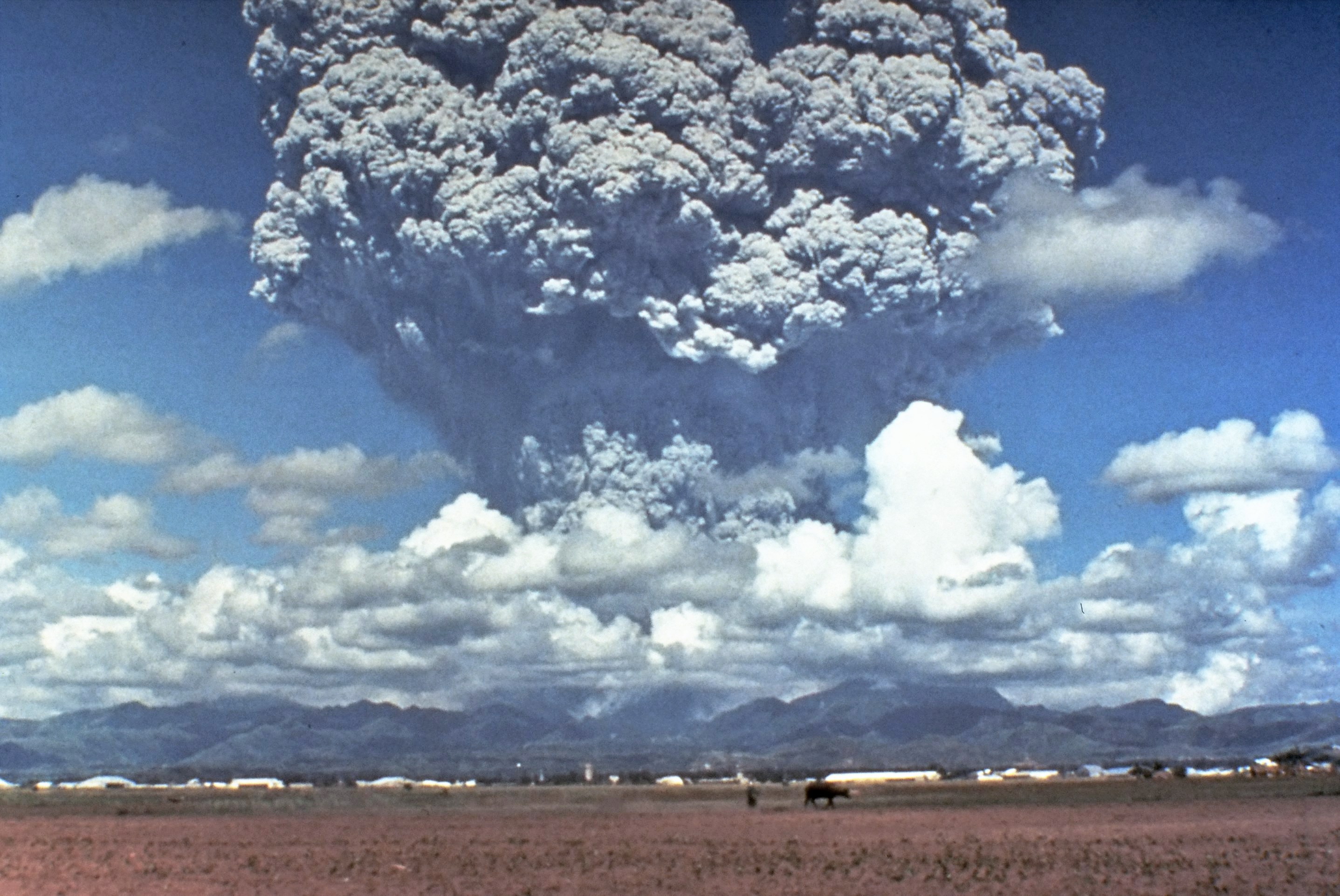
Извержение Пинатубо в 1991 году

Стихи́йное бе́дствие — разрушительное природное и (или) природно-антропогенное явление или процесс, в результате которого может возникнуть или возникла угроза жизни и здоровью людей, может произойти разрушение или уничтожение объектов производственного и (или) непроизводственного назначения, а также компонентов окружающей среды.
К стихийным бедствиям относятся события, не поддающиеся влиянию человека и являющиеся следствием действия сил природы. Стихийное бедствие — один из видов непреодолимой силы. Событие (например, гибель имущества в результате стихийного бедствия) возникает независимо от воли людей, в отличие от действий, которые являются волеизъявлениями людей. Непреодолимая сила — внешняя по отношению к деятельности лица (этим она отличается от казуса и вины), вредные последствия действия силы не могут быть предотвращены не только данным лицом, но и однотипными с ним по роду и условиям деятельности лицами.
Независимо от источника возникновения, стихийные бедствия характеризуются значительными масштабами и различной продолжительностью — от нескольких секунд и минут (землетрясения, снежные лавины, лимнологические катастрофы) до нескольких часов (сели), дней (оползни) и месяцев (наводнения).

## Опасные геологические явления и процессы

### Землетрясение

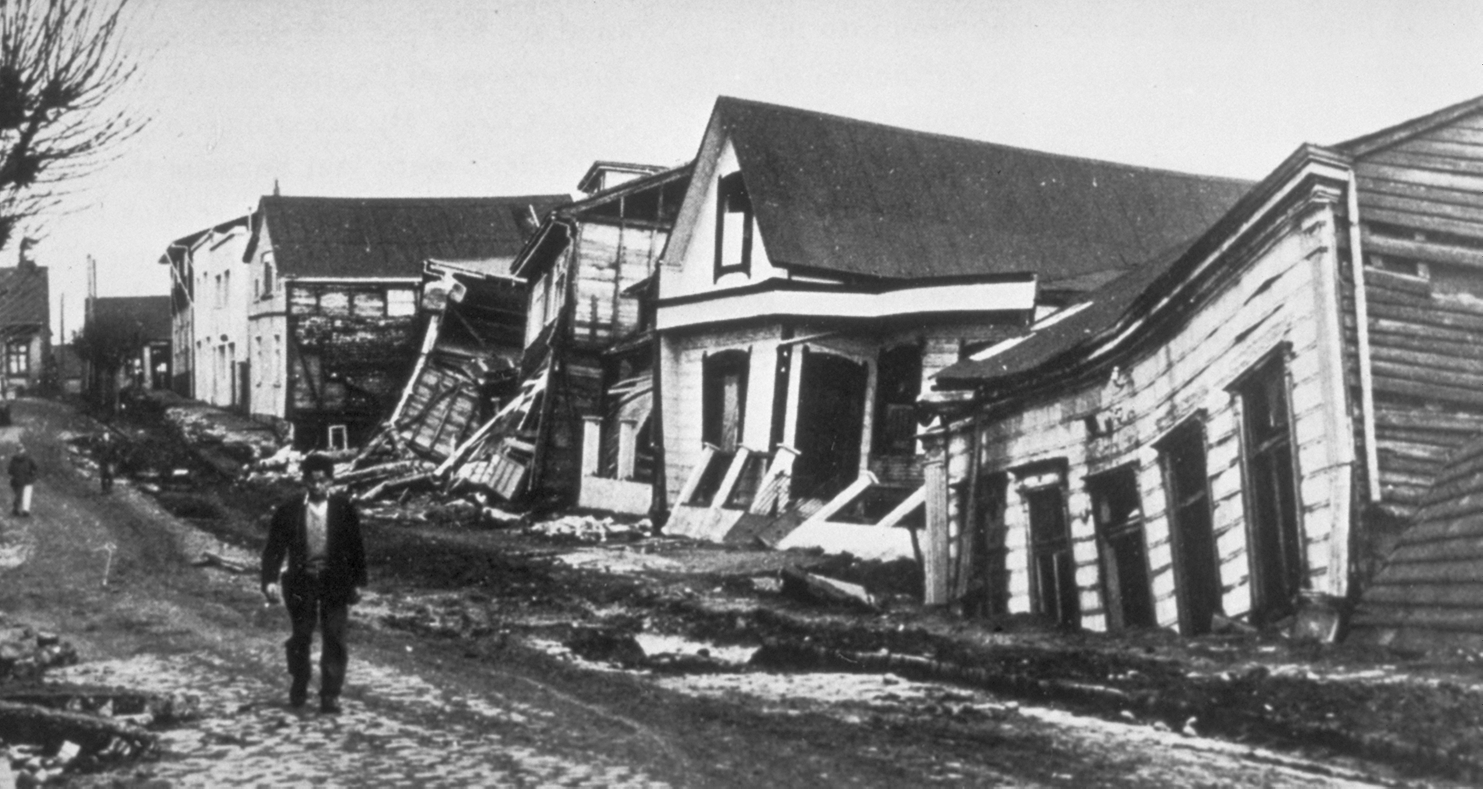
Последствия Великого чилийского землетрясения

Землетрясение — это подземные толчки и колебания поверхности Земли, возникающие в результате внезапного высвобождения энергии в земной коре и создающие сейсмические волны. На поверхности Земли землетрясения проявляются в виде вибраций, тряски, а также смещения грунта. Землетрясения в основном возникают вследствие тектонических процессов, но иногда могут появляться в результате оползней, извержения вулканов, горных выработок, а также ядерных испытаний. Центральная точка возникновения землетрясения в глубине Земли называется очагом землетрясения или гипоцентром. Участок земли на поверхности над очагом землетрясения называется эпицентром. Для оценки и сравнения землетрясений используются шкала магнитуд и шкала интенсивности.
Землетрясения сами по себе редко являются причиной гибели людей или животных. Как правило, основной причиной жертв землетрясений являются вторичные события: обрушения зданий, пожары, цунами (сейсмические морские волны) и вулканы. Значительно снизить последствия землетрясений можно за счёт улучшения конструкций зданий, а также совершенствования систем раннего оповещения и эвакуации населения.
Примеры наиболее значительных землетрясений с 2000 года:
- Землетрясение в Индийском океане в 2004 году — третье по величине землетрясение в истории человечества с магнитудой 9.1-9.3. В результате землетрясения возникло мощное цунами, которое привело к гибели более 229 000 человек.
- Землетрясение 2011 года в Японии с магнитудой 9,0. Число погибших от землетрясения и возникшего цунами составило более 13 тысяч. Более 12000 человек пропали без вести.
- Землетрясение 2010 года в Чили с магнитудой 8,8. Погибло 525 человек.
- Землетрясение 2008 года в китайской провинции Сычуань с магнитудой 7,9. Число погибших по состоянию на 27 мая 2008 года составило более 61 150 человек.

### Извержение вулкана

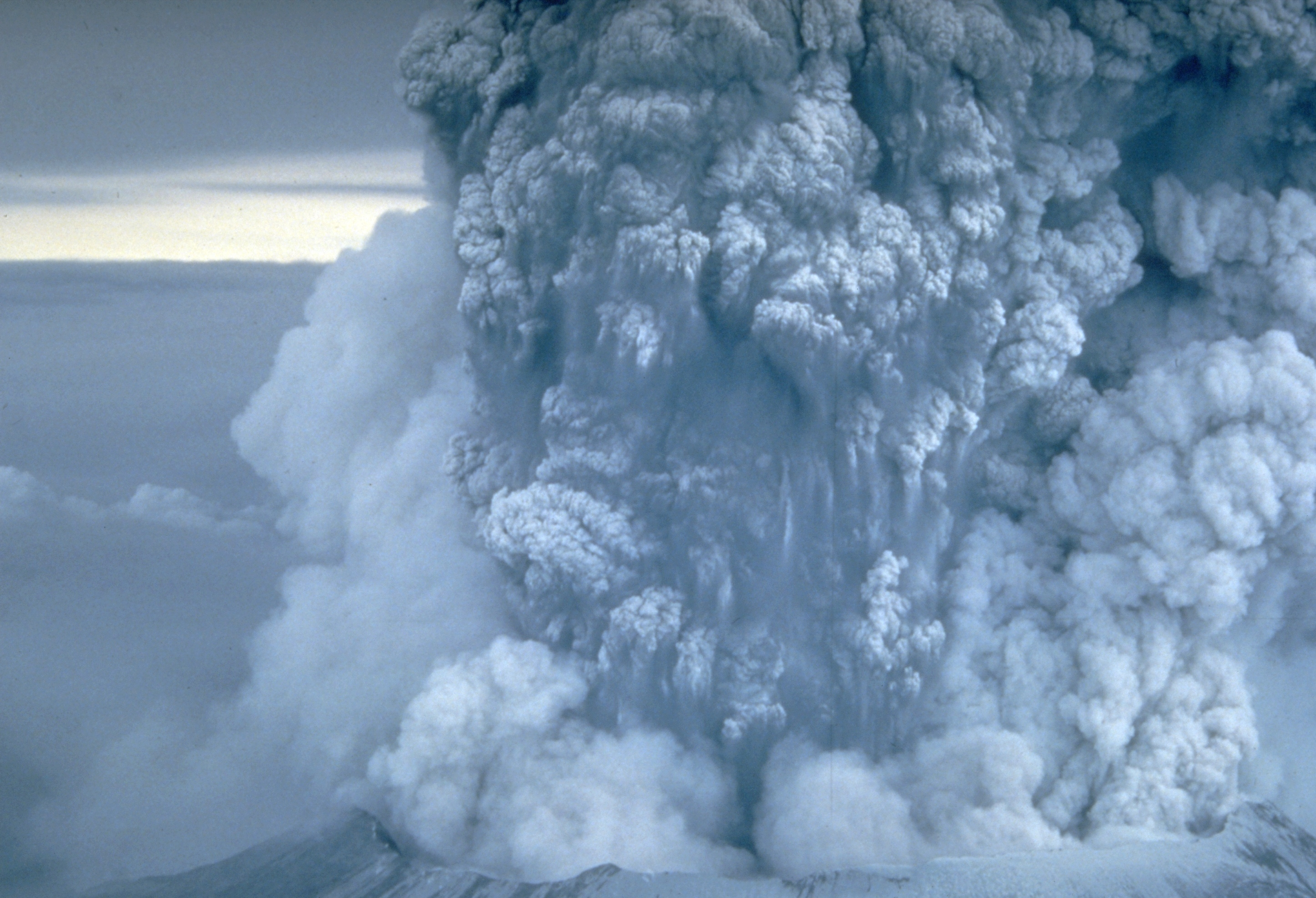
Извержение вулкана Сент-Хеленс

Извержения вулканов могут привести к масштабным разрушениям и стихийным бедствиям. Основные причины разрушений и гибели людей при извержениях следующие:
- непосредственное извержение вулкана, причиняющее ущерб посредством взрыва вулкана и падения разлетающейся горной породы.
- выброс лавы, которая стекая со склонов вулкана, разрушает строения и живую природу.
- выброс вулканического пепла, который может осесть плотным слоем на ближайших с вулканом районах и привести к обрушению кровли домов и линий электропередач. При смешивании пепла с водой образуется материал, подобный бетону, поэтому даже в малых количествах он может навредить людям при вдыхании частиц пепла и оседании их на лёгких. Также пепел может вызвать повреждение подвижных частей механических устройств, например двигателей самолётов.
- образование пирокластических потоков, состоящих из смеси вулканических газов, пепла и камней. Скорость потока иногда достигает 700 км/ч. Пирокластические потоки являются одной из основных причин гибели людей при извержении вулкана. К примеру, считается, что Помпеи были уничтожены именно пирокластическим потоком. Иногда при извержении вулкана образуется лахар — грязевой поток, состоящий из смеси воды, вулканического пепла, пемзы и горных пород. Лахар возникает при смешивании раскалённого вулканического материала с более холодными водами кратерных озёр, рек, ледников или дождевой водой. Одним из наиболее известных извержений вулкана, приведшего к образованию мощного лахара является извержение вулкана Невадо-дель-Руис в 1985 году. Грязевые потоки образовали мощный лахар, который практически полностью уничтожил город Армеро. Из 29 000 жителей города погибли свыше 20 000 человек.

Вулкан, производящий наиболее сильные и объёмные извержения (8 баллов по VEI), часто называют «супервулканом». Главная опасность супервулкана заключена в выбросе огромного облака пепла, которое оказывает катастрофическое влияние на глобальный климат и среднюю температуру в течение многих лет. Как предполагают вулканологи, последнее извержение супервулкана на Земле произошло 27 тысяч лет назад на Северном острове Новой Зеландии, а самое сильное извержение в истории человечества было около 73 тысячи лет назад при извержении супервулкана Тоба. Учёные считают, что во время этого извержения из земных недр было выброшено более тысячи кубических километров магмы, а катастрофические последствия такого извержения привели к резкому сокращению численности различных видов живых существ, включая человека (по оценкам антропологов, в то время оставалось не более 10 000 человек по всей Земле).

### Сель
Сель — поток с очень большой концентрацией минеральных частиц, камней и обломков горных пород (до 50—60 % объёма потока), внезапно возникающий в бассейнах небольших горных рек и сухих логов и вызванный, как правило, ливневыми осадками или бурным таянием снегов.
Сель возникает в результате интенсивных и продолжительных ливней, бурного таяния ледников или сезонного снегового покрова, а также вследствие обрушения в русло больших количеств рыхлообломочного материала. Решающим фактором возникновения может послужить вырубка лесов в горной местности: корни деревьев держат верхнюю часть почвы, что предотвращает возникновение селевого потока.
Намного чаще сели возникают на плоских возвышенностях, включая вулканы.

### Оползень
Оползень — сползание и отрыв масс горных пород вниз по склону под действием силы тяжести. Оползни возникают на склонах долин или речных берегов, в горах, на берегах морей, самые грандиозные на дне морей. Наиболее часто оползни возникают на склонах, сложенных чередующимися водоупорными и водоносными породами.
Причиной образования оползней является нарушение равновесия между сдвигающей силой тяжести и удерживающими силами. Оно вызывается:
- увеличением крутизны склона в результате подмыва водой;
- ослаблением прочности пород при выветривании или переувлажнении осадками и подземными водами;
- воздействием сейсмических толчков;
- строительной и хозяйственной деятельностью.

### Обвал
Обва́л — отрыв и падение масс горных пород вниз со склонов гор под действием силы тяжести. Обвалы возникают на склонах речных берегов и долин, в горах, на берегах морей. Причиной образования обвалов является нарушение равновесия между сдвигающей силой тяжести и удерживающими силами.
Крупнейший обвал объёмом 2,2 млрд м³ произошёл 18 февраля 1911 года на реке Мургаб, в результате которого образовались естественная плотина и Сарезское озеро.

### Лавина
Лавина — масса снега, падающая или соскальзывающая со склонов гор. Объём снега в лавине может доходить до нескольких миллионов кубических метров.
Существуют несколько классификаций лавин:
- По объёму.
- По рельефу лавиносбора и пути лавины (осов, лотковая лавина, прыгающая лавина).
- По консистенции снега (сухая, влажная и мокрая).

Скорость движения сухих лавин обычно составляет 20—70 м/с (до 125 м/с) при плотности снега от 0,02 до 0,3 г/см³. Мокрые лавины движутся со скоростью 10—20 м/с (до 40 м/с) и имеют плотность 0,3—0,4 г/см³.
Во время Первой мировой войны на австрийско-итальянском фронте в Альпах погибло около 40 — 80 тыс. солдат в результате схода лавин, многие из которых были вызваны огнём артиллерии.
Одни из самых известных сходов лавин современности:
- Сход лавины с ледника Колка, Кармадонское ущелье, 2002 год.
- Лавина в Гальтур, 1999 год.

## Опасные гидрологические явления и процессы

### Наводнение

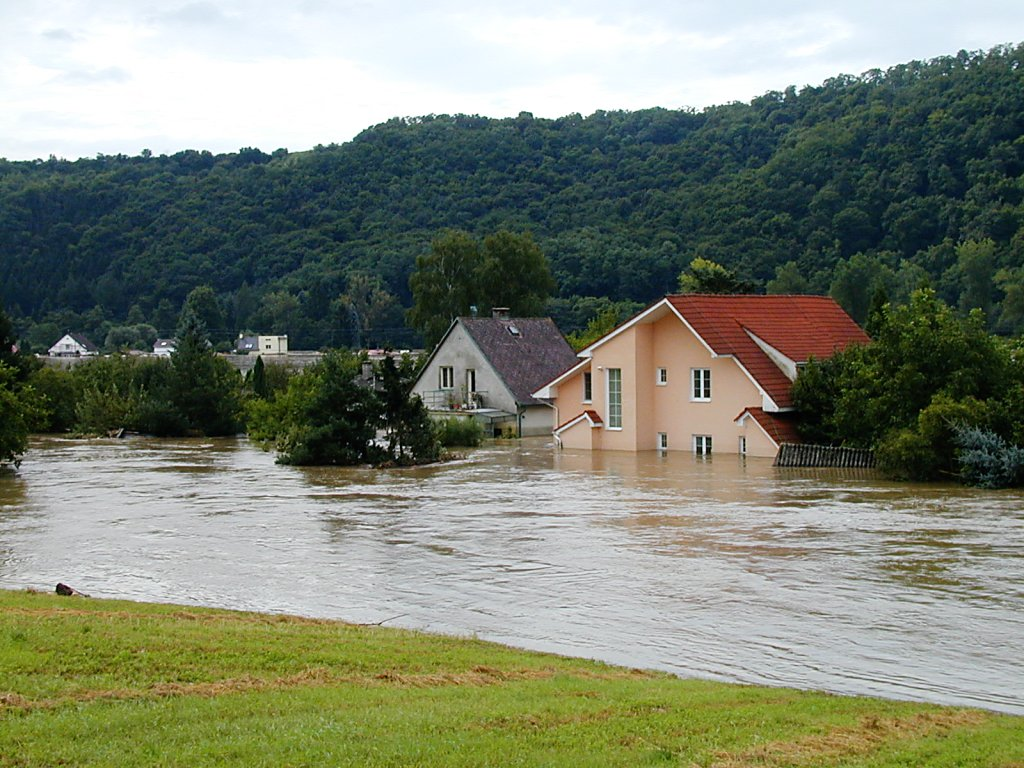
Наводнение в Чехии в 2002 году

Наводнение — затопление местности в результате подъёма уровня воды в реках, озёрах, морях из-за дождей, бурного таяния снегов, ветрового нагона воды на побережье и других причин, которое наносит урон здоровью людей и даже приводит к их гибели, а также причиняет материальный ущерб.
Ниже приведены некоторые из наиболее значимых наводнений:
- Хуанхэ (Жёлтая река) в Китае довольно часто разливается и вызывает наводнения. Великое наводнение 1938 года по разным оценкам привело к гибели от 800 000 до 4 000 000 человек.
- Великое наводнение 1993 года стало одним из самых разрушительных наводнений в истории Соединённых Штатов.
- В результате наводнения на реке Янцзы в Китае в 1998 году кров потеряли около 14 миллионов человек.
- Наводнение в Мозамбике в 2000 году затопило большую часть территории страны, что привело к значительным разрушениям и гибели тысяч людей.
- Наводнение в Мумбаи в 2005 году привело к гибели 1094 человек.
- Наводнение в Пакистане в 2010 привело к потере урожая, разрушению инфраструктуры и гибели многих людей.

Тропические циклоны могут вызвать обширные наводнения и штормовые приливы:
- Циклон Бхола обрушился на Восточный Пакистан (ныне Бангладеш) в 1970 году.
- Тайфун Нина обрушился на Китай в 1975 году.
- Ураган Катрина обрушился на Новый Орлеан в 2005 году.
- Циклон Яси обрушился на Австралию в 2011 году.

### Цунами

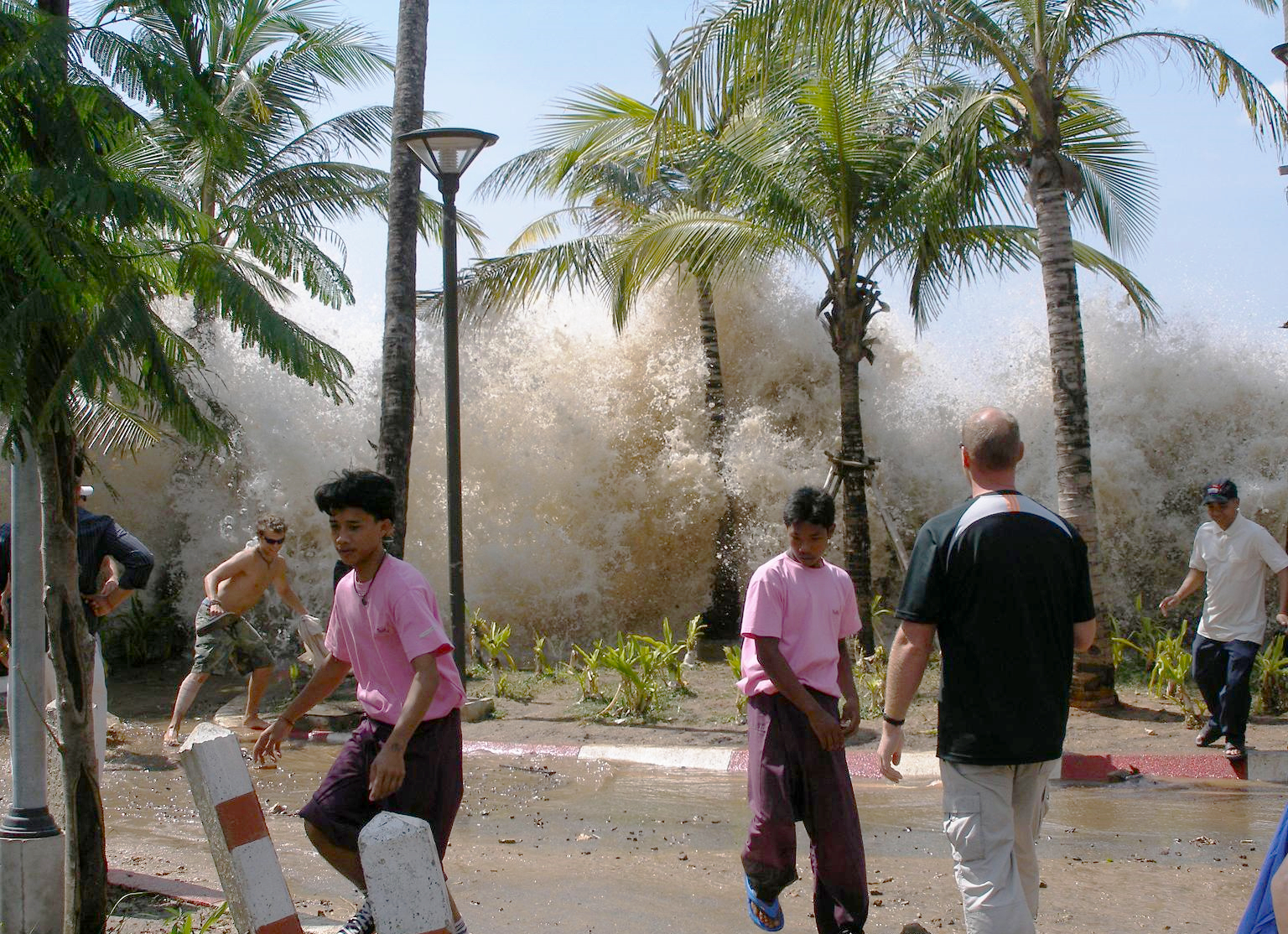
Землетрясение в Индийском океане в 2004 году повлекло за собой разрушительное цунами

Цунами — длинные волны, порождаемые мощным воздействием на всю толщу воды в океане или другом водоёме. Причиной большинства цунами являются подводные землетрясения, во время которых происходит резкое смещение (поднятие или опускание) участка морского дна. Цунами также способны вызвать оползни (7 % всех цунами) и подводные извержения вулканов (5 %).
Наиболее сильные цунами современности:
- Сильнейшее землетрясение магнитудой 9.0 11 марта 2011 года с эпицентром, находящимся в 373 км северо-восточнее Токио, вызвало мощное цунами с максимальной высотой волны, превышавшей 40 м[8].
- Землетрясение 26 декабря 2004 года в Юго-Восточной Азии привело к образованию цунами, которое было признано самым смертоносным стихийным бедствием в современной истории.[источник не указан 3004 дня] По разным оценкам, погибло от 225 тысяч до 300 тысяч человек[9].
- Землетрясение 5 ноября 1952 года в 130 километрах от побережья Камчатки привело к образованию цунами. Три волны высотой до 15—18 метров уничтожили город Северо-Курильск и нанесли ущерб ряду прочих населённых пунктов. По официальным данным, погибло 2336 человек.

Некоторые специалисты высказывают гипотезы возможности возникновения «суперцунами». Подобные цунами характеризуются высотой волны в сотни метров и возникают вследствие падения в акваторию океанов крупных метеоритов, либо сползания огромных размеров суши в океан.

### Лимнологическая катастрофа

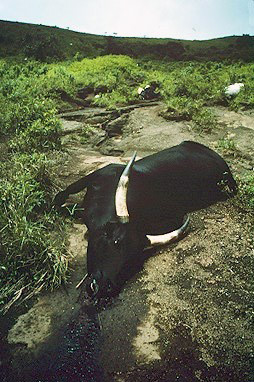
Задохнувшаяся корова недалеко от озера Ниос после лимнологической катастрофы

Лимнологическая катастрофа — физическое явление, при котором газ (как правило, CO2) прорывается на поверхность из глубины водоёма и создает угрозу удушения диких животных, домашнего скота и людей. Лимнологическая катастрофа характеризуется химическим составом, массой и происхождением газов, продолжительностью выброса и «спусковым механизмом» катастрофы. Подобные выбросы газа могут вызвать цунами в водоёме из-за вытеснения воды поднимающимся газом. Учёные считают, что к лимнологической катастрофе способны привести оползни, землетрясения и вулканическая активность.
На сегодняшний день зарегистрированы две озёрные лимнологические катастрофы:
- 15 августа 1984 г. на озере Манун, при которой погибло 37 человек;
- 21 августа 1986 г. на озере Ниос, при которой погибло 1700 человек.

Условия, необходимые для возникновения лимнологических катастроф, существуют не только в озёрах Камеруна, но и в других открытых водоёмах нашей планеты, например:
- на озере Киву (Kivu) в восточной Африке;
- в озёрах вблизи Мамонтовой горы (англ. Mammoth Mountain) в США;
- в озере Масю в Японии;
- в мааре Айфель (Eifel) в Германии;
- в озере Павэн (Pavin) во Франции.

## Природные пожары

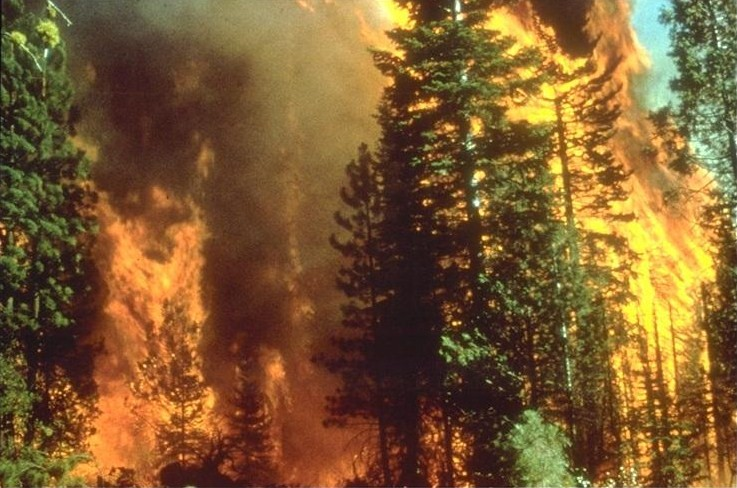
Пожар в Калифорнии 5 сентября 2008 года

Пожар — неконтролируемый процесс горения, причиняющий материальный ущерб, вред жизни и здоровью людей, интересам общества и государства.
Виды пожаров по месту возникновения:
- пожары на транспортных средствах;
- степные и полевые пожары;
- подземные пожары в шахтах и рудниках;
- торфяные и лесные пожары;
- пожары в зданиях и сооружениях.

В конце июля, августе и начале сентября 2010 года в России на всей территории сначала Центрального федерального округа, а затем и в других регионах России возникла сложная пожарная обстановка из-за аномальной жары и отсутствия осадков. По состоянию на 7 августа 2010 года зафиксирована гибель 53 человек, уничтожено более 1200 домов. Площадь пожаров составила более чем 500 тысяч га.
Лесные и торфяные пожары в СССР летом 1972 года охватили более десятка областей в центральной части страны на площади в 1,8 млн гектаров. Засушливое лето способствовало тому, что возникло более 40 тысяч лесных пожаров. В тушении пожаров принимало участие около 360 тыс. человек.

### Лесной пожар
Лесной пожар — это стихийное, неуправляемое распространение огня по лесным площадям. Причины возникновения пожаров в лесу принято делить на естественные и антропогенные. Наиболее распространёнными естественными причинами лесных пожаров обычно являются молнии и засуха. Среди антропогенных причин наиболее характерны халатность и поджоги. На сегодняшний день доля естественных пожаров (от молний) составляет около 7 %-8 %, то есть возникновение большей части лесных пожаров связано с деятельностью человека. Лесные пожары могут представлять серьёзную угрозу жителям сельской местности и дикой природе.
В зависимости от характера возгорания и состава леса лесные пожары подразделяются на низовые, верховые и почвенные. По скорости распространения огня низовые и верховые пожары делятся на устойчивые и беглые. Средняя продолжительность лесных крупных пожаров 10-15 суток при выгорающей площади — 450—500 гектаров.

### Торфяной пожар
Торфяной пожар — вид лесного пожара, при котором горит слой торфа и корни деревьев. Глубина горения торфа ограничивается лишь уровнем грунтовых вод или подстилающим минеральным грунтом. Горение торфяной залежи отличается устойчивостью к выпадению осадков за счёт гидрофобности битумированных частиц торфа. При этом влага уходит в грунтовые воды мимо частиц торфа, а торф продолжает гореть вплоть до полного выгорания месторождения.

## Опасные метеорологические явления и процессы

### Смерч

Торнадо категории F5 вблизи Эли (Манитоба), 22 июня 2007 года

Смерч (торнадо) — атмосферный вихрь, возникающий в кучево-дождевом (грозовом) облаке и распространяющийся вниз, часто до самой поверхности земли, в виде облачного рукава или хобота диаметром в десятки и сотни метров. Развитие смерча из облака отличает его от некоторых внешне подобных и также отличных по природе явлений, например смерче-вихрей и пыльных (песчаных) вихрей. Обычно поперечный диаметр воронки смерча в нижнем сечении составляет 300—400 м, хотя, если смерч касается поверхности воды, эта величина может составлять всего 20—30 м, а при прохождении воронки над сушей может достигать 1,5—3 км.
Наибольшее количество смерчей фиксируется на североамериканском континенте, в особенности в центральных штатах США, меньше — в восточных штатах США. Рекордом времени существования смерча считается Мэттунский смерч, который 26 мая 1917 года за 7 часов 20 минут прошёл по территории США 500 км, убив 110 человек.
В России за последние десятилетия наиболее сильный смерч, причинивший ущерб более чем в 80 млн рублей и приведший к гибели одного человека, был зафиксирован в Благовещенске 31 июля 2011 года.

### Циклон

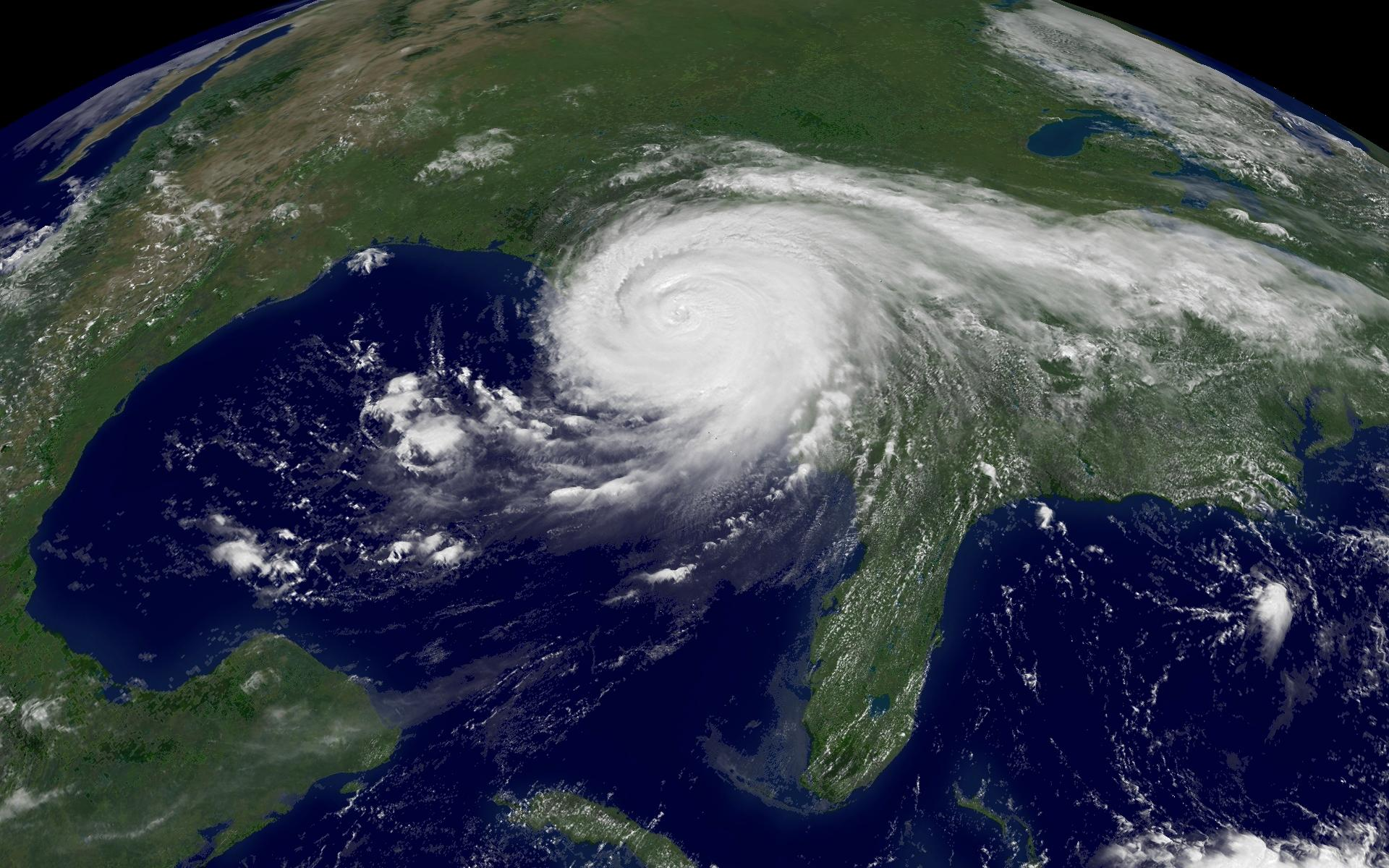
Ураган «Катрина» 29 августа 2005

Циклон — атмосферный вихрь огромного (от сотен до нескольких тысяч километров) диаметра с пониженным давлением воздуха в центре.
Различают два основных вида циклонов — внетропические и тропические. Первые образуются в умеренных или полярных широтах и имеют диаметр от тысячи километров в начале развития, и до нескольких тысяч в случае так называемого центрального циклона. Тропические циклоны образуются в тропических широтах и имеют меньшие размеры (сотни, редко — более тысячи километров), но бо́льшие барические градиенты и скорости ветра, доходящие до штормовых. Для таких циклонов характерен также т. н. «глаз бури» — центральная область диаметром 20—30 км с относительно ясной и безветренной погодой. Характерные для тропических циклонов большие скорости ветра (до 70 метров в секунду, с порывами до 100 м/с) и огромное количество осадков (до 1000 мм в сутки) приводят к катастрофическим опустошениям на суше и бурному волнению на море. Наводнения при прохождении тропических циклонов вызываются не только осадками, но и нагоном морской воды на низменные берега.
Наибольший ущерб в современной истории принёс ураган «Катрина» в 2005 году, являющийся тропическим циклоном. По различным оценкам, ущерб от стихийного бедствия составил от $89 до $125 млрд. Самым смертоносным за всю историю наблюдений стал Великий ураган 1780 года. Жертвами урагана, бушевавшего с 10 по 16 октября 1780 года, стали более 27,5 тысяч человек на Малых Антильских островах Карибского моря.

### Метель
Мете́ль (буран, вьюга) — перенос ветром снега, поднятого с поверхности земли. На официальных метеорологических станциях отмечают позёмок, низовую метель и общую метель. Некоторые авторы относят к метели перенос ветром снега, выпадающего из облаков, и ещё не коснувшегося земной поверхности. Они выделяют так называемую верховую метель — снегопад при ветре, когда снежинки движутся вместе с потоком воздуха до момента касания ими земной поверхности, где они остаются лежать неподвижно. На официальных метеостанциях верховая метель не отмечается.
Наиболее сильные снежные бури за историю наблюдений:
- Великая метель 1888 года за 4 дня унесла жизни 400 человек. Сугробы в Нью-Йорке достигали 6 метров в высоту.
- Снежная буря в Иране в 1972 году привела к гибели 4000 людей[24].
- Снежная буря в Афганистане в 2008 году.

### Град
Град — вид ливневых осадков. Град является частицами льда шарообразной или неправильной формы (градин) размером от миллиметра до нескольких сантиметров. Встречаются градины размером 130 мм и массой около 1 кг. Градины состоят из ряда слоёв прозрачного льда толщиной не менее 1 мм, чередующихся с полупрозрачными слоями. Град выпадает обычно в тёплое время года из мощных кучево-дождевых облаков, сильно развитых вверх, обычно при ливнях и грозах.
Град наносит большой ущерб сельскому хозяйству, уничтожая посевы и виноградники.

### Засуха
Засуха — длительный (от нескольких недель до двух-трёх месяцев) период устойчивой погоды с высокими (для данной местности) температурами воздуха и малым количеством осадков (дождя), в результате чего снижаются влагозапасы почвы и возникает угнетение и гибель культурных растений. Начало засухи обычно связано с установлением малоподвижного высокого антициклона. Обилие солнечного тепла и постепенно понижающаяся влажность воздуха создают повышенную испаряемость (атмосферная засуха), в связи с чем запасы почвенной влаги без пополнения их дождями истощаются (почвенная засуха). Постепенно, по мере усиления почвенной засухи, пересыхают пруды, реки, озёра, родники, — начинается гидрологическая засуха.
В Центральной России в 1972, 2002 и 2010 годах из-за продолжительной жары и засухи возникли многочисленные лесные и торфяные пожары, что привело к задымлению Москвы и многих других городов и многочисленным нарушениям здоровья у людей.

## Международное законодательство
В 1965 году Генеральная Ассамблея ООН просила государства-члены рассмотреть вопрос о создании национального аппарата, предназначенного для помощи в случае стихийных бедствий.
Международное право, например, Конвенция о правах инвалидов предписывает: «государства должны принимать все необходимые меры в соответствии с их обязательствами по международному праву, включая международное гуманитарное право и международное право прав человека для обеспечения защиты и безопасности инвалидов в ситуациях риска, включая стихийные бедствия».
В 1989 году Генеральная Ассамблея ООН учредила ежегодный Международный день по уменьшению опасности стихийных бедствий.

## Человеческие жертвы и материальный ущерб
Согласно данным ООН, по числу погибших среди всех видов стихийных бедствий на первом месте гидрометеорологические катастрофы, на втором — геологические и на третьем — техногенные.
От землетрясений, ураганов и других опасных природных явлений с 1970 по 2010 г. в мире погибло около 3,3 млн человек (в среднем 82 500 человек в год). Большинство проживало на территории бедных стран.
Совокупные размеры ущерба от всех видов стихийных бедствий за период с 1970 по 2008 г. составили $2300 млрд (по курсу на 2008 г.), или 0,23 % от общего объёма мирового производства. Самый большой ущерб наносят землетрясения и ураганы. Наибольшие ущербы терпят страны со средним доходом .

## Предотвращение бедствий
- Необходимо тщательно изучать факты и причины случившегося.
- Правительства должны вести работу по сбору и распространению информации о факторах риска.
- Правительства должны обеспечить работу рынков земли и недвижимости — в этом случае цены на собственность отражают факторы риска и помогают принимать решение о выборе места жительства и необходимых предупредительных мерах.
- Правительства должны создавать необходимую инфраструктуру и поддерживать её качество. Перечень ключевых объектов не должен быть слишком длинным — затраты будут несоизмеримы с выгодой.
- Необходимо способствовать развитию социальных институтов, обеспечивающих общественный надзор. Страны, где эффективно функционируют социальные институты, предотвращают бедствия более успешно.
- Следует развивать благотворительность для увеличения доли гуманитарной помощи, направленной на предотвращение бедствий.
- Меры, принимаемые в частном и государственном порядке, должны быть согласованы[29].